# Jabón de Castilla

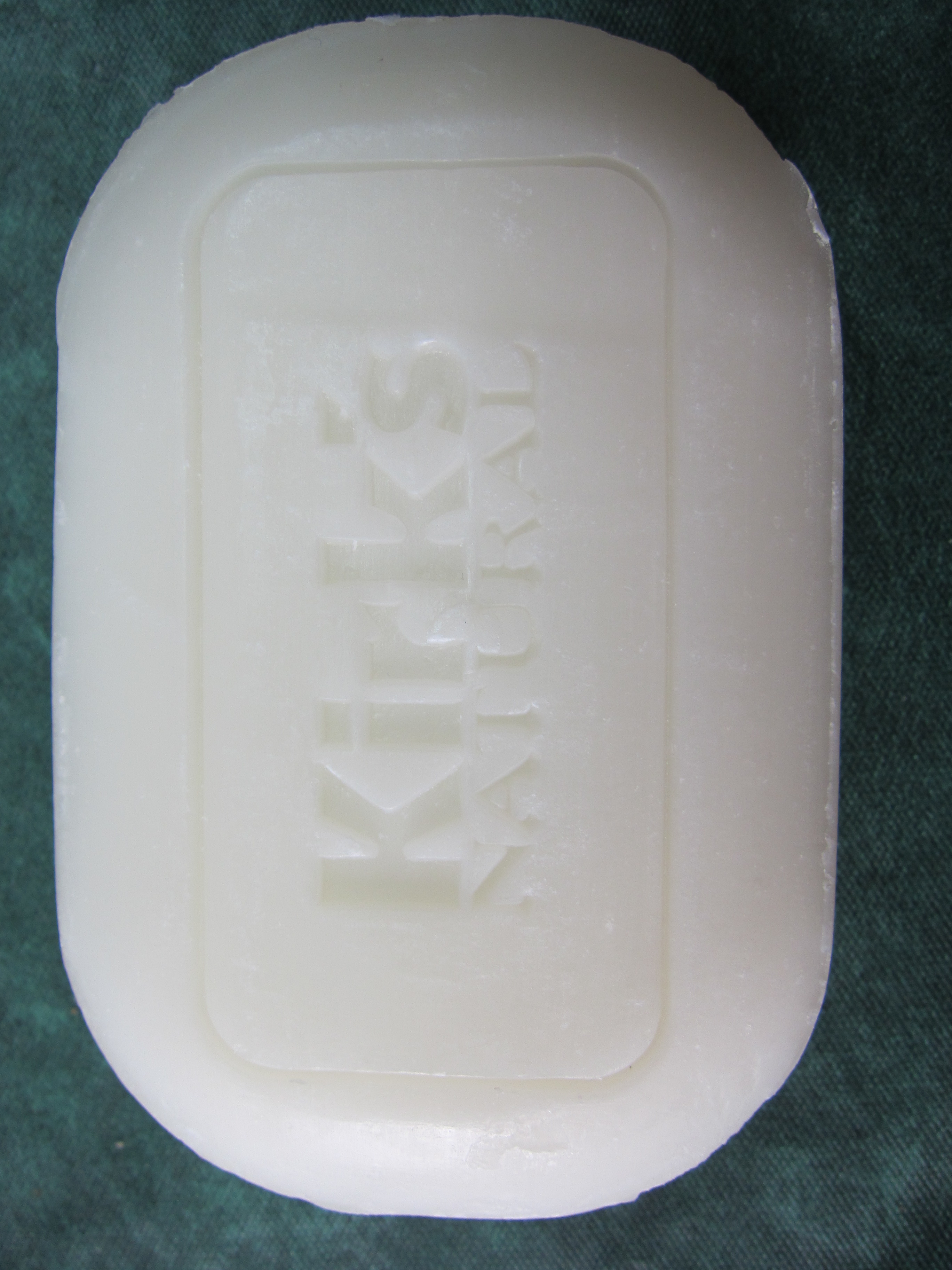
Una pastilla de jabón de Castilla.

Se conoce como jabón de Castilla al jabón fabricado a base de aceite de oliva, agua y sosa tradicional (o en la actualidad, sosa cáustica). El jabón de Castilla recibe este nombre por haberse producido a gran escala en los territorios de la Corona de Castilla,[cita requerida] desde donde era exportado a numerosos lugares de Europa y América, principalmente durante la Edad Moderna. Aunque la Corona de Castilla no era el único productor de este tipo de jabón, sí era su productor por antonomasia
El nombre puede deberse a encontrarse las fábricas en la calle Castilla en Sevilla.[cita requerida]
No debe confundirse con el jabón de Marsella, que utiliza aceites vegetales de diversa procedencia (no sólo aceite de oliva).
Tradicionalmente la sosa empleada era el mazacote o barrilla, nombre que se daba a las cenizas procedentes de la combustión de varias plantas, llamadas genéricamente almarjo o barrilla (como la Sarcocornia perennis, también conocida como salicornia). Hoy en día en lugar de la sosa tradicional (carbonato de sodio) se usa la sosa cáustica (hidróxido de sodio), obtenida de forma sintética.
Los boticarios de la época lo conocían con los nombres latinos de sapo hispaniensis (jabón hispánico) o sapo castilliensis (jabón castellano).
Fueron muy importantes las jabonerías de Andalucía, donde recibían el nombre de "almonas", término de origen árabe. En el antiguo reino de Sevilla la casa de Alcalá tenía el monopolio de estas manufacturas, destacando la Almona de Sanlúcar de Barrameda, de los siglos XVII y XVIII, que era la única almona andaluza que permanecía intacta, hasta que en 2003 fue derribada parcialmente.